# Zestenreißer

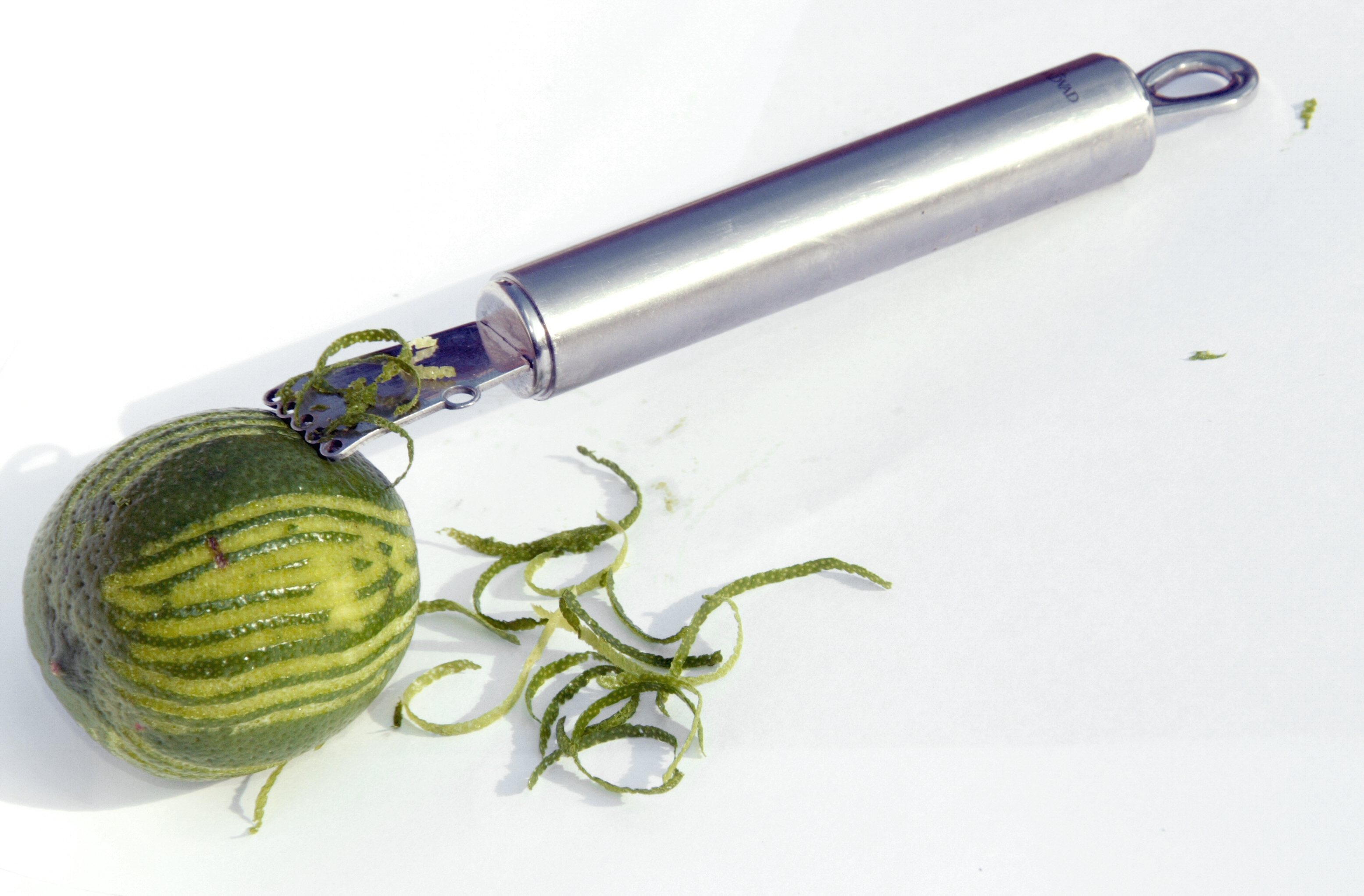
Zestenreißer aus rostfreiem Stahl, hier bei der Herstellung von Limettenzesten

Ein Zestenreißer oder Zesteur (auch Zestenschneider, Zestenschaber) ist ein kleines Küchenwerkzeug zur Herstellung von sogenannten Zesten – hauchdünnen Streifen aus der äußersten Fruchtschale von Zitrusfrüchten oder Gemüse, die zum Garnieren und/oder Aromatisieren von Speisen genutzt werden. Er besteht aus einem Handgriff aus Kunststoff oder Metall und einem kurzen Blatt, meist aus rostfreiem Stahl, teils auch aus hartem Kunststoff. Am oberen Ende des Blatts befinden sich mehrere Klingen in Form von feinen, scharfkantigen Löchern, mit denen die Zesten „abgerissen“ (bzw. „abgeschnitten“, „abgezogen“ oder „abgeschabt“) werden.
Im Handel sind Zestenreißer in verschiedenen Ausformungen und Materialien erhältlich. Einige Modelle verfügen zusätzlich über eine – unterhalb des Blattendes oder seitlich am Blatt angebrachte (siehe Bild) – etwas größere, ringförmige Klinge, mit der etwas gröbere Einzelstreifen abgezogen werden können.
Zestenreißer ermöglichen es, bei Zitrusfrüchten derart dünne Streifen abzuziehen, dass nur die äußerste, farbige Schicht des Exokarp abgeschnitten wird, und nicht die bitterstoffhaltige, weiße Unterschicht  (Albedo oder Mesokarp). Durch den Winkel, in dem der Zestenreißer zur Zitrusfrucht bzw. zum Gemüse gehalten wird, und durch den ausgeübten Druck kann die Schneidetiefe etwas variiert werden.